# Cratere Portsmouth
Portsmouth  è un cratere sulla superficie di Marte.